# Microsoft Lumia
Microsoft Lumia, tidigare kallat Nokia Lumia (2011–2014), är en serie med Windows Phone-baserade smartphones och samt Windows RT-baserade surfplattor från Microsoft.
Den första modellen från Nokias Lumia-serie var Nokia Lumia 800, som presenterades hösten 2011. Strax efteråt lanserades en något bantad och billigare modell, Nokia Lumia 710. Vid CES-mässan i USA i början av 2012 lanserades den första Lumia-modellen med LTE-stöd (50 Mbps), Nokia Lumia 900, enbart för marknaden i USA. Vid Mobile World-mässan i Barcelona i februari 2012 lanserades en världsversion av Lumia 900 där LTE-stödet var ersatt med ännu snabbare 3G-uppkoppling (42 Mbps). Vid samma presentation i Barcelona lanserades Nokia Lumia 610 som blev den nya ingångsmodellen.
I slutet av mars 2012 presenterades en CDMA-version av Lumia 800 som marknadsförs under namnet Nokia 800C för operatören China Telecom på Kina-marknaden. Enda skillnaden är att 3G-kretsen för WCDMA är utbytt mot en CDMA-krets. Samtidigt meddelades det även att den billigaste Lumia-modellen – 610 – också skall komma i en CDMA-version för China Telecoms kunder.
Den 22 oktober 2013 presenterade Nokia sin första Lumia-surfplatta, Lumia 2520. Surfplattan Lumia 2520 (med skärmstorlek 10,1 tum) är den första Lumia-produkten med annat system än Windows Phone eftersom den vid lanseringen fick Windows RT (version 8.1). Vid samma presentation annonserades även bolagets första smartphones med 6,0-tumsskärmar (den billigare Lumia 1320 och den dyrare Lumia 1520) vilket innebar nytt storleksrekord för bolaget.
Den 25 april 2014 hade Microsoft slutfört uppköpet av Nokias mobilverksamhet. Senare under året 2014 presenterades den första Lumia-modellen som fick heta Microsoft Lumia istället för Nokia Lumia som alla tidigare modeller hetat.

## Konkurrens

### Allmän konkurrens
Lumia-modellerna har konkurrens från i första hand segmentet smartphones men även mobiltelefoner i största allmänhet. Bland den primära konkurrensen (smartphones) finns mobiltelefoner med operativsystemen Android (från Google), Blackberry (från Research in Motion) och iOS (från Apple) med tillverkare som bland annat Apple, Huawei, HTC, LG, Motorola, Samsung, Sony, Research in Motion och ZTE.

### Konkurrens inom Windows Phone
Förutom Nokia finns även bland annat företagen Samsung och HTC som också utvecklar och säljer mobiltelefoner med Windows Phone.

## Försäljning
Nokias globala försäljning av Lumia-mobiltelefoner, enligt Nokias egna rapporter:
| Kvartal                                                                  | Volym (isolerat)                                                     | Förändring (YoY, QoQ) | Volym (ackumulerat) | Volym (4 kvartal) | Snittpris (euro)      | Källor                     | Annonserade modeller (axplock)                                     |
| ------------------------------------------------------------------------ | -------------------------------------------------------------------- | --------------------- | ------------------- | ----------------- | --------------------- | -------------------------- | ------------------------------------------------------------------ |
| Nokia Lumia (Nokia Devices & Services) -- till och med 24 april 2014     |                                                                      |                       |                     |                   |                       |                            |                                                                    |
| 2011 Q4                                                                  | 1 miljon                                                             | –                     | 1 miljon            | –                 | ingen uppgift         | [ 4 ]                      | Lumia 710 och Lumia 800                                            |
| 2012 Q1                                                                  | 2 miljoner                                                           | – / +100%             | 3 miljoner          | –                 | ca 220                | [ 5 ] [ 6 ]                | Lumia 610 och Lumia 900                                            |
| 2012 Q2                                                                  | 4 miljoner                                                           | – / +100%             | 7 miljoner          | –                 | ca 186                | [ 7 ]                      | –                                                                  |
| 2012 Q3                                                                  | 2,9 miljoner                                                         | – / –28%              | 9,9 miljoner        | 9,9 miljoner      | 160                   | [ 8 ]                      | Lumia 820 och Lumia 920                                            |
| 2012 Q4                                                                  | 4,4 miljoner                                                         | +340% / +52%          | 14,3 miljoner       | 13,3 miljoner     | 192                   |                            | Lumia 510 och Lumia 810                                            |
| 2013 Q1                                                                  | 5,6 miljoner                                                         | +180% / +27%          | 19,9 miljoner       | 16,9 miljoner     | 182                   |                            |                                                                    |
| 2013 Q2                                                                  | 7,4 miljoner                                                         | +85% / +32%           | 27,3 miljoner       | 20,3 miljoner     | 157                   |                            | Lumia 925 och 928                                                  |
| 2013 Q3                                                                  | 8,8 miljoner                                                         | +203% / +19%          | 36,1 miljoner       | 26,2 miljoner     | 143                   |                            | Lumia 1020 (11 juli)                                               |
| 2013 Q4                                                                  | 8,2 miljoner                                                         | +86% / –7%            | 44,3 miljoner       | 30,0 miljoner     | ingen uppgift         | [ 9 ] [ 10 ] [ 11 ]        | Lumia 1320 och Lumia 1520 (22 oktober)                             |
| 2014 Q1 (baserat på 2015-Q1)                                             | 7,3 miljoner                                                         | +30% / –11%           | 51,6 miljoner       | 31,7 miljoner     | "minskning YoY & QoQ" | Lumia 929 Icon för Verizon |                                                                    |
| Microsoft Lumia (Microsoft Phone Hardware) -- från och med 25 april 2014 |                                                                      |                       |                     |                   |                       |                            |                                                                    |
| 2014 Q2 (baserat på 2015-Q2)                                             | 7,5 miljoner (totalt) 1/4–24/4: 1,7 miljoner 25/4–30/6: 5,8 miljoner | +1% / +3%             | 59,1 miljoner       | 31,8 miljoner     | ingen uppgift         | [ 13 ] [ 14 ]              | Lumia 630, 635 och 930 (2 april)                                   |
| 2014 Q3                                                                  | 9,3 miljoner                                                         | +6% / +24%            | 68,4 miljoner       | 32,3 miljoner     | ingen uppgift         | [ 15 ]                     | 23 juli: Lumia 530 4 september: Lumia 730, Lumia 735 och Lumia 830 |
| 2014 Q4                                                                  | 10,5 miljoner                                                        | +28% / +13%           | 78,9 miljoner       | 34,6 miljoner     | ingen uppgift         | [ 16 ]                     |                                                                    |
| 2015 Q1                                                                  | 8,6 miljoner                                                         | +18% / –18%           | 87,5 miljoner       | 35,9 miljoner     | ingen uppgift         | [ 12 ]                     |                                                                    |
| 2015 Q2                                                                  | 8,4 miljoner                                                         | +12% / –2%            | 95,9 miljoner       | 36,8 miljoner     | ingen uppgift         | [ 12 ] [ 14 ]              |                                                                    |
| 2015 Q3                                                                  | 5,8 miljoner                                                         | –38% / –31%           | 101,7 miljoner      | 33,3 miljoner     | ingen uppgift         | [ 12 ] [ 14 ] [ 17 ]       |                                                                    |
| 2015 Q4                                                                  | 4,5 miljoner                                                         | –57% / –22%           | 106,2 miljoner      | 27,3 miljoner     | ingen uppgift         | [ 12 ] [ 14 ] [ 18 ]       | Lumia 950                                                          |
| 2016 Q1                                                                  | 2,3 miljoner                                                         | –73% / –49%           | 108,5 miljoner      | 21,0 miljoner     | ingen uppgift         | [ 12 ] [ 14 ] [ 19 ]       |                                                                    |
| 2016 Q2                                                                  | 1,2 miljoner                                                         | –85,7% / –47,8%       | 109,7 miljoner      | 13,8 miljoner     | ingen uppgift         | [ 12 ] [ 14 ] [ 20 ]       |                                                                    |
| 2016 Q3                                                                  | ej rapporterad                                                       | ? / ?                 | >109,7 miljoner     | ingen uppgift     | ingen uppgift         |                            |                                                                    |

Noteringar:
- För andra kvartalet 2014 gäller perioden 25 april till 30 juni (drygt 65 dagar), då Microsofts köp av Nokia Devices & Services blev slutfört den 25 april.
- För kalender-Q2 2016 är volymen uträknad baserad på 12-månadersvolymen 13,8 miljoner Lumia reducerat med totala volymen för de tre föregående kvartalen.
- För kalender-Q3 2016 rapporterade Microsoft inte någon volym.

## Skillnaderna mellan Lumia-modellerna
De största skillnaderna mellan Lumia-modellerna är följande:
| Modell                     | Lumia 510                    | Lumia 610                                                         | Lumia 710                   | Lumia 800                                | Lumia 900                                       | Lumia 820                                                   | Lumia 920                                                                                  | Lumia 1020                                    |
| -------------------------- | ---------------------------- | ----------------------------------------------------------------- | --------------------------- | ---------------------------------------- | ----------------------------------------------- | ----------------------------------------------------------- | ------------------------------------------------------------------------------------------ | --------------------------------------------- |
| Varianter                  |                              | Lumia 610 (Global) Lumia 610 CDMA (Kina) Lumia 610 NFC            |                             | Lumia 800 (Global) Lumia 800C (Kina)     | USA-modell (med LTE) Global modell (saknar LTE) | Lumia 820 (Global) Lumia 810 (USA: T-Mobile)                | Lumia 920T (Kina) Lumia 925 (Global) Lumia 928 (USA: Verizon)                              |                                               |
| System (initialt)          | Windows Phone 7.5            | Windows Phone 7.5                                                 | Windows Phone 7.5           | Windows Phone 7.5                        | Windows Phone 7.5                               | Windows Phone 8                                             | Windows Phone 8                                                                            | Windows Phone 8                               |
| Yttermått (H x W x D)      | 120,7 x 64,9 x 11,46 mm      | 119 x 62,2 x 11,95 mm                                             | 119 x 62,4 x 12,48 mm       | 116,5 x 61,2 x 12,1 mm                   | 127,8 x 68,5 x 11,5 mm                          | 123,8 x 68,5 x 9,9 mm (Global) 127,8 x 68,4 x 10,9 mm (USA) | 130,3 x 70,8 x 10,7 mm (920) 129 x 70,6 x 8,5 mm (925) 133 x 68,9 x 10,1 mm (928)          | 130,4 x 71,4 x 10,4 mm                        |
| Volym (cc)                 | 81 cc                        | 77,6 cc                                                           | 81,1 cc                     | 76,08 cc                                 | 90 cc                                           | 83,5 cc (Global) 95 cc (USA)                                | 99 cc (920) 78 cc (925) 92,75 cc (928)                                                     | 96,9 cc                                       |
| Vikt                       | 129 g                        | 120 g                                                             | 125,5 g                     | 142 g                                    | 160 g                                           | 160 g (Global) 145 g (USA)                                  | 185 g (920) 139 g (925) 162 g (928)                                                        | 158 g                                         |
| Skärmstorlek               | 4,0 tum                      | 3,7 tum                                                           | 3,7 tum                     | 3,7 tum                                  | 4,3 tum                                         | 4,3 tum                                                     | 4,5 tum                                                                                    | 4,5 tum                                       |
| Skärmupplösning            | 800 x 480                    | 800 x 480                                                         | 800 x 480                   | 800 x 480                                | 800 x 480                                       | 800 x 480                                                   | 1280 x 768                                                                                 | 1280 x 768                                    |
| Pixeltäthet                | ingen uppgift                | ca 252 ppi                                                        | ca 252 ppi                  | ca 252 ppi                               | ca 217 ppi                                      | ca 217 ppi                                                  | 332 ppi                                                                                    | 332 ppi                                       |
| 3G (EVDO)                  | saknas                       | Ja (Lumia 610 CDMA)                                               | saknas                      | Rev-A (Lumia 800C)                       | saknas                                          | saknas                                                      | saknas (920 & 925) Ja (928)                                                                | saknas                                        |
| 3G-hastigheter (nedströms) | 7,2 Mbps (WCDMA)             | 7,2 Mbps (WCDMA)                                                  | 14,4 Mbps (WCDMA)           | 14,4 Mbps (WCDMA)                        | 21 Mbps (USA) 42 Mbps (Global)                  | 42 Mbps                                                     | 42 Mbps                                                                                    | 42 Mbps                                       |
| 3G-hastigheter (uppströms) | ingen uppgift                | 5,76 Mbps (WCDMA)                                                 | 5,76 Mbps (WCDMA)           | 5,76 Mbps (WCDMA)                        | 5,76 Mbps (WCDMA)                               | 5,76 Mbps (WCDMA)                                           | 5,76 Mbps (WCDMA)                                                                          | 5,76 Mbps (WCDMA)                             |
| 4G (LTE)                   | saknas                       | saknas                                                            | saknas                      | saknas                                   | Ner: 50 Mbps (USA) Upp: 25 Mbps (USA)           | Ner: 100 Mbps Upp: 50 Mbps (Lumia 810 saknar LTE)           | Ner: 100 Mbps Upp: 50 Mbps                                                                 | Ner: 100 Mbps Upp: 50 Mbps                    |
| WLAN                       | 802.11 b/g/n                 | 802.11 b/g/n                                                      | 802.11 b/g/n                | 802.11 b/g/n                             | 802.11 b/g/n                                    | 802.11 a/b/g/n                                              | 802.11 a/b/g/n                                                                             | 802.11 a/b/g/n                                |
| Plattform                  | 7227A Qualcomm Snapdragon S1 | 7227A Qualcomm Snapdragon S1                                      | MSM8255 Qualcomm Snapdragon | MSM8255 Qualcomm Snapdragon              | APQ8055 Qualcomm Snapdragon S2                  | MSM8960 Qualcomm Snapdragon S4                              | MSM8960 Qualcomm Snapdragon S4                                                             | MSM8960 Qualcomm Snapdragon S4                |
| Processor                  | 800 MHz                      | 800 MHz ARM Cortex-A5                                             | 1,4 GHz Scorpion            | 1,4 GHz Scorpion                         | 1,4 GHz Scorpion                                | Dual 1,5 GHz                                                | Dual 1,5 GHz                                                                               | Dual 1,5 GHz                                  |
| Grafikkrets                | ingen uppgift                | Adreno 200                                                        | Adreno 205                  | Adreno 205                               | Adreno 205                                      | Adreno 225                                                  | Adreno 225                                                                                 | Adreno 225                                    |
| RAM-minne                  | 512 MB                       | 256 MB                                                            | 512 MB                      | 512 MB                                   | 512 MB                                          | 1 GB                                                        | 1 GB                                                                                       | 2 GB                                          |
| Lagring                    | 4 GB                         | 8 GB                                                              | 8 GB                        | 16 GB                                    | 16 GB                                           | 8 GB                                                        | 32 GB (920 & 928) 16 GB (925)                                                              | 32 GB                                         |
| Minneskortplats            | nej                          | nej                                                               | nej                         | nej                                      | nej                                             | ja (Micro SD)                                               | nej                                                                                        | nej                                           |
| Kamera (bak)               | 5 MP (video: 480p)           | 5 MP, LED (video: 720p)                                           | 5 MP, LED (video: 720p)     | 8 MP, Dual LED, Carl Zeiss (video: 720p) | 8 MP, Dual LED, Carl Zeiss (video: 720p)        | 8 MP, Dual LED, Carl Zeiss (video: 1080p)                   | 920 & 925: 8,7 MP, Dual LED, Carl Zeiss (video: 1080p) 928: Som 920 & 925, men Xenon + LED | 41 MP, Xenon + LED, Carl Zeiss (video: 1080p) |
| Kamera (fram)              | nej                          | nej                                                               | nej                         | nej                                      | ja                                              | ja                                                          | ja                                                                                         | ja                                            |
| NFC                        | nej                          | ja (Lumia 610 NFC)                                                | nej                         | nej                                      | nej                                             | ja                                                          | ja                                                                                         | ja                                            |
| Positionering              | GPS                          | GPS                                                               | GPS                         | GPS                                      | GPS                                             | GPS & Glonass (Lumia 810 saknar Glonass)                    | GPS & Glonass (Lumia 810 saknar Glonass)                                                   | GPS & Glonass                                 |
| Batteri                    | 1300 mAh                     | 1300 mAh                                                          | 1300 mAh                    | 1450 mAh                                 | 1830 mAh                                        | 1650 mAh (Global) 1800 mAh (USA)                            | 2000 mAh                                                                                   | 2000 mAh                                      |
| Laddning                   | USB                          | USB                                                               | USB                         | USB                                      | USB                                             | USB eller sladdlöst med Qi-laddningsplatta                  | USB eller sladdlöst med Qi-laddningsplatta                                                 | USB eller sladdlöst med Qi-laddningsplatta    |
| Qi-stöd                    | saknas                       | saknas                                                            | saknas                      | saknas                                   | saknas                                          | ja, via skal                                                | ja, inbyggt (920 & 928) ja, via skal (925)                                                 | ja, via skal                                  |
| Taltid (3G / 2G)           | 8,4h / 6,2 h                 | 9,5 h / 10,5 h                                                    | 7,9 h / 6,9 h               | 9,5 h / 13,0 h                           | 7,0 h / 8,0 h                                   | 8,0 h / 14,0 h (Global) 10,2 h / 10,3 h (USA)               | 10,0 h / 17,0 h (920) 18,8 h / 19,0 h (920T) 18,3 h (925) 16,2 h (928)                     | 19,1 h (troligen 2G)                          |
| Annonserad                 | 24 okt 2012                  | 27 feb 2012 (Global) 28 mar 2012 (Kina) 11 apr 2012 (NFC-version) | 26 okt 2011                 | 26 okt 2011 (Global) 28 mar 2012 (Kina)  | 9 jan 2012 (USA) 27 feb 2012 (Global)           | 5 sep 2012 (Global) 24 okt 2012 (USA: T-Mobile)             | 5 sep 2012 (920) 5 dec 2012 (920T) 13 maj 2013 (928) 14 maj 2013 (925)                     | 11 juli 2013                                  |